# Mercedes-Benz Econic
Il Mercedes-Benz Econic, noto come Freightliner EconicSD nel mercato dell'America del Nord, è una gamma di autocarri con ingresso ribassato prodotta dall'azienda tedesca Daimler Trucks con marchio Mercedes-Benz. Viene impiegato principalmente nella gestione dei rifiuti, nei vari corpi di vigili del fuoco e per servizi aeroportuali.

## Tecnica
Il telaio dell'Econic, ricavato dal Mercedes-Benz Citaro, è strutturato per facilitare il montaggio delle sovrastrutture ed è disponibile con passo da 3,45 a 5,7 metri e una massa a pieno carico da 18 a 32 tonnellate. La cabina di guida fu progettata da Sachsenring.
La seconda generazione, lanciata nel 2014, monta nella versione Diesel un motore in linea a sei cilindri Mercedes-Benz OM 936 LA alimentato a gasolio con AdBlue e una potenza massima da 200 kiloWatt (272 cavalli vapore) a 260 kiloWatt (354 cavalli vapore) mentre nella versione NGT monta un motore Mercedes-Benz M936G alimentato a gas naturale compresso con potenza massima di 222 kiloWatt (302 cavalli vapore). In tutte le sue versioni il motore è affiancato da un cambio automatico a sei marce.

### Versioni
| Modello     | Conf. assi | PTT  | Motore                  | Potenza       |
| ----------- | ---------- | ---- | ----------------------- | ------------- |
| 1827 LL     | 4x2        | 18 t | Mercedes-Benz OM 936 LA | 200 kW/272 CV |
| 1830 LL     | 4x2        | 18 t | Mercedes-Benz OM 936 LA | 220 kW/299 CV |
| 1835 LL     | 4x2        | 18 t | Mercedes-Benz OM 936 LA | 260 kW/354 CV |
| NGT 1830 LL | 4x2        | 18 t | Mercedes-Benz M936G     | 222 kW/302 CV |
| 2627 LL     | 6x2/4 ENA  | 26 t | Mercedes-Benz OM 936 LA | 200 kW/272 CV |
| 2630 LL     | 6x4        | 26 t | Mercedes-Benz OM 936 LA | 220 kW/299 CV |
| 2630 LL     | 6x2/4 ENA  | 26 t | Mercedes-Benz OM 936 LA | 220 kW/299 CV |
| 2630 LL     | 6x2/4 VLA  | 26 t | Mercedes-Benz OM 936 LA | 220 kW/299 CV |
| NGT 2630 LL | 6x2/4 ENA  | 26 t | Mercedes-Benz M936G     | 222 kW/302 CV |
| 2635 LL     | 6x2/4 ENA  | 26 t | Mercedes-Benz OM 936 LA | 260 kW/354 CV |
| 2635 LL     | 6x2/4 VLA  | 26 t | Mercedes-Benz OM 936 LA | 260 kW/354 CV |

## Diffusione
Diversi esemplari sono stati venduti in Regno Unito tra cui si annoverano: 43 Econic (38 2630 L, tre 1827 L e due 3235 L) per Biffa, cinque 2630 LS per J&B Recycling e due 1830 LL per Transport for Wales.